# Stephen E. Johnson
Stephen E. Johnson (* 1968) ist ein US-amerikanischer Komponist, Musikpädagoge und Kirchenmusiker.
Johnson studierte Musik an der University of Wisconsin in Madison. Er sang fünf Jahre in Robert Fountains Chor und war Mitglied des Early Music Ensemble. Nach dem Studium unterrichtete er Musik an verschiedenen Schulen in der Region um Madison und wirkte als Kirchenmusiker an verschiedenen Kirchen in Mount Horeb, Madison und DeForest. Er ist Kantor an der St. John Vianney Church in Janesville. Seine Komposition A Parting Blessing anlässlich des 15. Todestages seines Vaters für vierstimmigen gemischten Chor und Klavier erschien bei Alliance Publications.